# Khaled
Khaled Hadj Ibrahim (en árabe: خالد حاج إبراهيم‎ Ḥālid Ḥājj ʾIbrāhīm; Orán, 29 de febrero de 1960), más conocido como Khaled (del árabe: خالد [ˈxaːləd/]), antes Cheb Khaled (الشاب خالد aš-Šābb  Ḥālid, «el joven Jaled») es un cantante argelino de raï.

## Biografía
Desde pequeño, este hijo de un policía expresaba su admiración por la música egipcia de Umm Kalthum o el reggae de Bob Marley. Aprende canto, acordeón y a tocar una guitarra de fabricación casera (que en aquella época los niños fabricaban con una lata de aceite para coches y cables de frenos de bicicleta) y debuta conforme a la tradición tocando en fiestas de circuncisión y bodas. Con catorce años, Cheb Khaled aprendió por su cuenta a tocar la verdadera guitarra, el bajo, el acordeón y la armónica. Con 16 años (1976) deja el colegio y graba su primer álbum: "Trigue Lissi (El camino al instituto), donde hace apología de hacer novillos. Es de los primeros en grabar en casete y vuelve a los cabarets de la costa. Cheb Khaled se convierte en una estrella en Argelia sin haber pasado nunca por la radio ni por los programas de televisión donde concursan los jóvenes cantantes (alhane wa chabab) ni por ningún conservatorio de música. Sus temas raï trataban sobre las mujeres y el alcohol, debido a esto se prohibió su radiodifusión. En los años siguientes, Cheb Khaled se ganaba la vida actuando en bodas y cabarets. A comienzos de los ochenta conoció al productor Rachid Baba Ahmed que le introdujo en los sonidos electrónicos de la música occidental.
Hacia la segunda mitad de los ochenta se incrementó el fundamentalismo islámico en Argelia y los cantantes de raï, debido a su liberalismo, corrían grave peligro y recibieron amenazas contra ellos y sus familias. Rachid Baba Ahmed fue asesinado junto con otros artistas de raï. 
En 1985, el raï sale de la clandestinidad gracias a una liberalización del régimen que intenta recuperar el raï y organiza el primer Festival de Raï de Orán. Es el primer concierto público de Cheb Khaled. Se instala en Francia a partir de 1989 y graba Kutche, su primer álbum en el que evoluciona hacia el jazz y el pop.
En 1996 Khaled dejó de usar "Cheb" (joven en árabe) en su nombre artístico. En 1989, ya asentado en París, grabó Kutche en colaboración con el teclista Safy Boutella. Kutche fue su primer álbum lanzado en el mundo occidental. En 1991 Khaled publicó su segundo álbum y el primero en solitario en Francia, de título homónimo. El primer sencillo, Didi, producido en Los Ángeles por Don Was, entra entre los cincuenta más vendidos de Francia. En 1993 sacó al mercado su tercer disco, N'ssi N'ssi, que será la banda sonora del largometraje Un, deux, trois, soleil de Bertrand Blier. Este álbum fusiona el rock, el funk y la música egipcia. Con este álbum su fama en Europa se incrementó. En 1994 sacó dos discos: Hada Raikoum y Young Khaled que no lograron éxito.[cita requerida]
En 1996, graba el álbum Sahra junto con Jean-Jacques Goldman. El primer sencillo del disco fue Aïcha. Otras canciones como Sahra o wahran Marseille también cosecharon éxito. En 1999 participó en París en el mayor concierto de música árabe de Francia,[cita requerida] el 1,2,3, soleils nombre que se debía a ser tres artistas: Khaled, Faudel y Rachid Taha.[cita requerida] En 2000 publicó 6 discos, el primero de ellos, Hafla, recogía un concierto, Monstres sacres du raï era un disco de estudio, Aicha, que era un disco de directos; y Kenza fue grabado por todo el mundo y contenía funk, pop, reggae y música árabe. En este disco versiona la popular canción Imagine de John Lennon. El tema Allech Taadi aparece en la banda sonora del largometraje El quinto elemento (1997) de Luc Besson. El tema "Didi" aparece en la banda sonora de la película Caro Diario (1993) del director italiano Nanni Moreti. El quinto disco contenía el concierto 1,2,3 soleils grabado en 1999. Y finalmente el sexto disco publicado en el 2000 fue Elle ne peut pas vivre sans lui!. En el 2001 publicó otros 3 discos, El lil wa nour, Salem Maghreb y Ya Taleb. Este último contenía canciones de los tiempos en que se hacía llamar Cheb Khaled y vivía en Argelia. En el 2004 publicó Ya-Rayi. El 16 de octubre de 2003, Khaled fue nombrado Embajador de Buena Voluntad de la Organización de las Naciones Unidas para la Agricultura y la Alimentación (FAO).
En el verano de 2012, grabó y lanzó el álbum C'est la vie, que tiene 9 títulos producidos por RedOne, incluida la canción del mismo nombre.

## Discografía
| Formato  | Disco                                                     | Año  | Tipo                                        | Discográfica       |
| -------- | --------------------------------------------------------- | ---- | ------------------------------------------- | ------------------ |
| EP       | Trig el-lisi                                              | 1976 | Álbum de estudio                            |                    |
| LP       | Kutche                                                    | 1989 | Álbum de estudio (con Safy Boutella)        | Sterns Africa      |
| LP       | Khaled                                                    | 1991 | Álbum de estudio                            | Wrasse Records     |
| Sencillo | Didi                                                      | 1991 | Sencillo de Khaled                          | Wrasse Records     |
| LP       | N'ssi N'ssi                                               | 1993 | Álbum de estudio                            | Wrasse Records     |
| LP       | Hada Raikoum                                              | 1994 |                                             |                    |
| LP       | Young Khaled                                              | 1994 |                                             |                    |
| Sencillo | Chebba - La camel                                         | 1994 | Sencillo de Kutche (con Safy Boutella)      | EMI                |
| LP       | Sahra                                                     | 1996 | Álbum de estudio (con Jean-Jacques Goldman) | Wrasse Records     |
| Sencillo | Aïcha                                                     | 1996 | Sencillo de Sahra                           | Wrasse Records     |
| LP       | Together                                                  | 1998 |                                             |                    |
| LP       | Best of Cheb Khaled Vol.1                                 | 1999 | Recopilatorio                               |                    |
| LP       | Best of Cheb Khaled Vol.2                                 | 1999 | Recopilatorio                               |                    |
| LP       | Kenza                                                     | 1999 |                                             | Wrasse Records     |
| LP       | King of raï                                               | 1986 | Recopilatorio                               |                    |
| LP       | Hafla                                                     | 2000 | Álbum de directo                            |                    |
| LP       | Monstres sacres du raï                                    | 2000 | Álbum de estudio                            |                    |
| LP       | Aicha                                                     | 2000 | Álbum de directo                            |                    |
| LP + DVD | 1,2,3 soleils                                             | 2000 | Álbum de directo (con Faudel y Rachid Taha) | Universal          |
| LP       | Elle ne peut pas vivre sans lui!                          | 2000 | Álbum de estudio                            | Empire Music Group |
| LP       | El lil ou nour                                            | 2001 | Álbum de estudio                            |                    |
| LP       | Salem Maghreb                                             | 2001 | Álbum de estudio                            |                    |
| LP       | Ya taleb                                                  | 2001 | Álbum de estudio                            |                    |
| LP       | Best of the early years                                   | 2002 | Recopilatorio                               |                    |
| LP + DVD | Ya - rayi                                                 | 2004 | Álbum de estudio                            | Wrasse Records     |
| LP       | Forever king: Classic songs from the king of algerian raï | 2005 | Recopilatorio                               |                    |
| -        | Liberté                                                   | 2009 | Álbum de estudio                            |                    |